# Mazzarrà Sant'Andrea
Mazzarrà Sant'Andrea là một đô thị ở tỉnh Messina trong vùng Sicilia của Italia, có vị trí cách khoảng 150 km về phía đông của Palermo và vào khoảng 40 km về phía tây nam của Messina. Tại thời điểm ngày 31 tháng 12 năm 2004, đô thị này có dân số 1.670 người và diện tích là 6,6 km².
Mazzarrà Sant'Andrea giáp các đô thị: Furnari, Novara di Sicilia, Rodì Milici, Terme Vigliatore, Tripi.